# Palacio del Marqués de Perales
El palacio del marqués de Perales es un edificio de la ciudad española de Madrid cuya construcción se remonta al siglo XVIII.

## Descripción

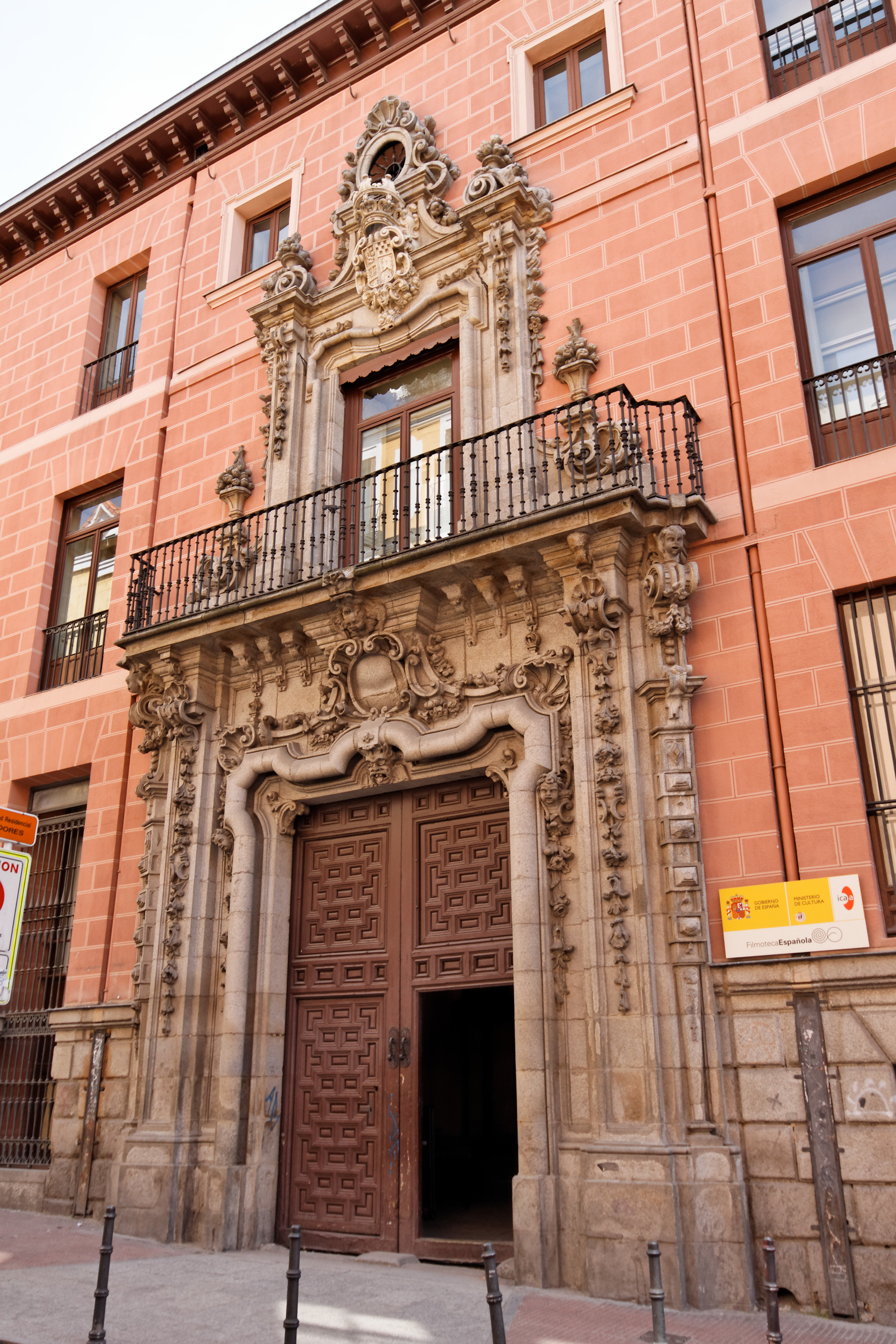
Portada.

Se trata una antigua mansión nobiliaria de Madrid (España), diseñada por el arquitecto Pedro de Ribera en el siglo XVIII por encargo de los marqueses de Perales del Río. Se encuentra ubicado en la calle de la Magdalena. El edificio posee una portada barroca. En la actualidad es la sede de la Filmoteca Española, debido a la restauración que realizaron los arquitectos Manuel Sainz de Vicuña y García Prieto, y Manuel Sainz de Vicuña y Melgarejo en el periodo que va desde 1979 y 1983.

## Características
Cuando el marqués de Perales encarga a Pedro de Ribera diseñar un edificio de cuatro pisos en una planta, la ciudad se encuentra bajo las transformaciones del nuevo monarca borbón Felipe V. La decoración de la portada barroca con balcón superpuesto forma parte de la fachada. Su interior posee varios patios.